# Anthemis ruthenica
La camomilla dei Ruteni  (nome scientifico  Anthemis ruthenica  M.Bieb., 1808) è una specie di pianta angiosperma dicotiledone della famiglia delle Asteraceae (sottofamiglia Asteroideae, tribù Anthemideae (Eurasian grade) e sottotribù Anthemidinae).

## Etimologia
L'etimologia del nome generico (Anthemis) deriva dalla parola greca ”Anthemon” (= fiore, abbondante fioritura) poi trasformato in “anthemis” (= piccolo fiore) e fa riferimento all'infiorescenza di queste piante. L'epiteto specifico (ruthenica) potrebbe derivare dall'areale dell'antico popolo dei Ruteni.
Il nome scientifico della specie è stato definito dal botanico Friedrich August Marschall von Bieberstein (1768-1826) nella pubblicazione " Flora Taurico-Caucasica exhibens stirpes phaenogamas, in Chersoneso Taurica et regionibus caucasicis sponte crescentes. Charkouiae" (  Fl. Taur.-Caucas. 2: 330, n. 1772) del 1808.

## Descrizione

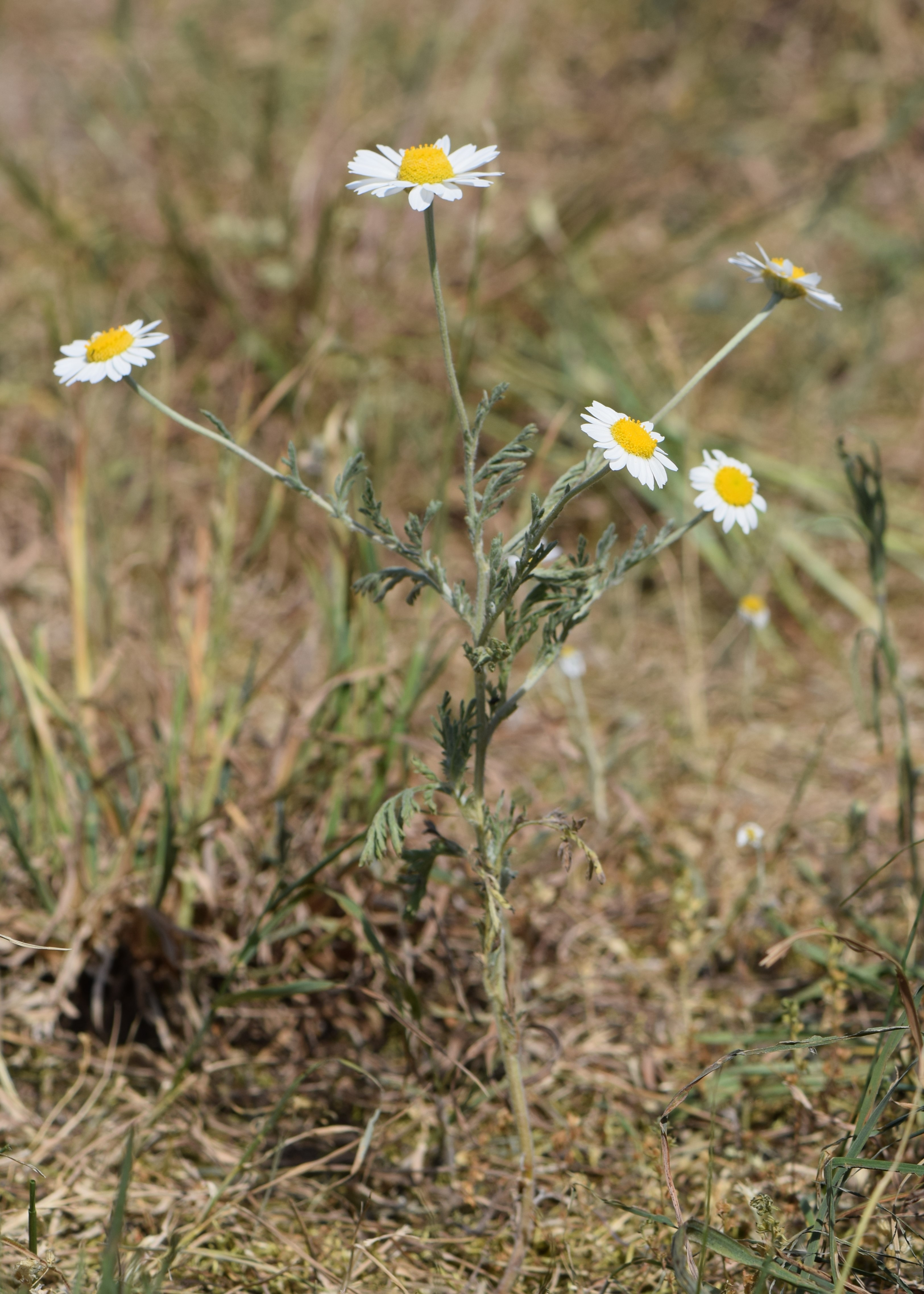
Il portamento

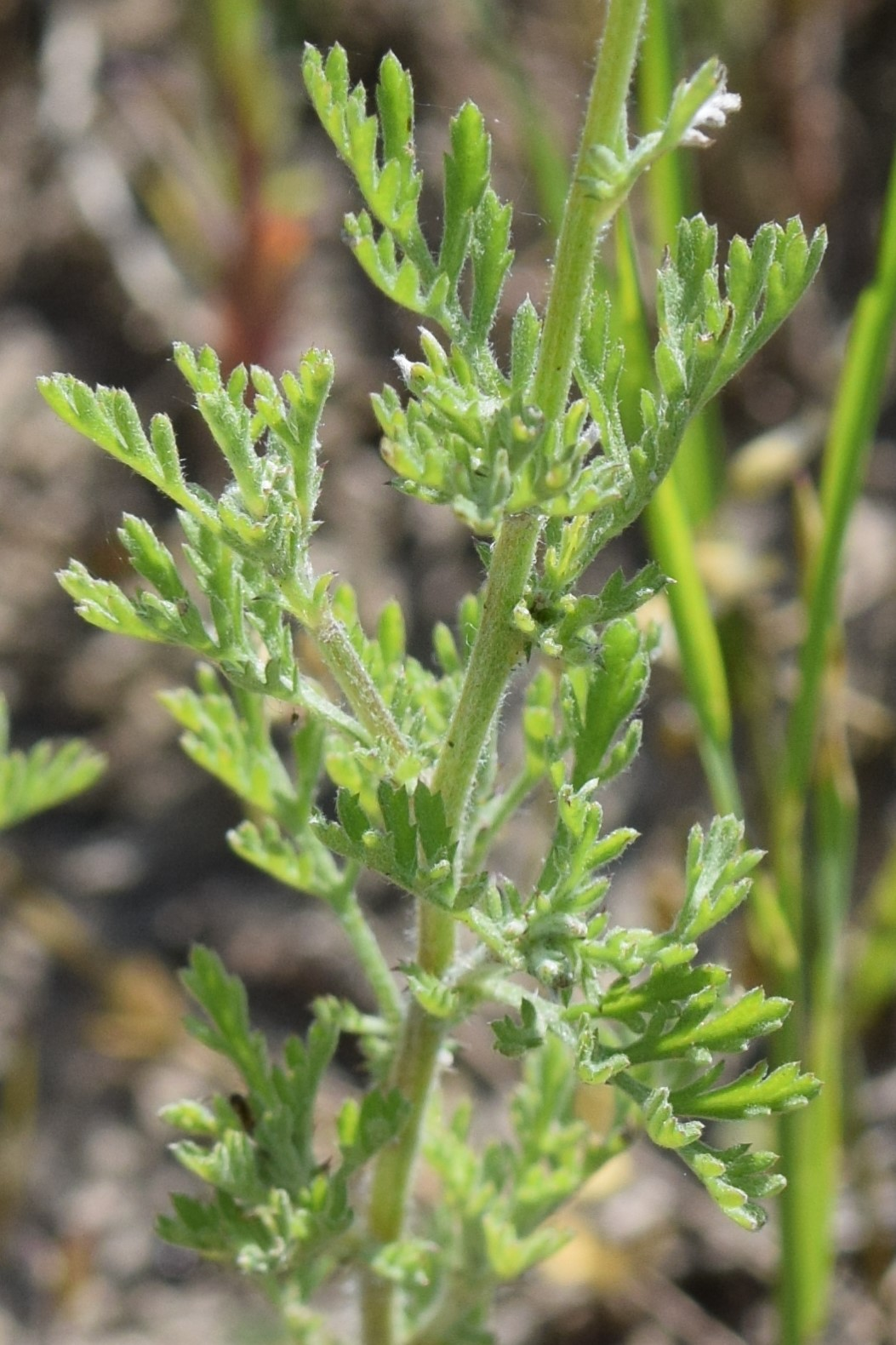
Le foglie

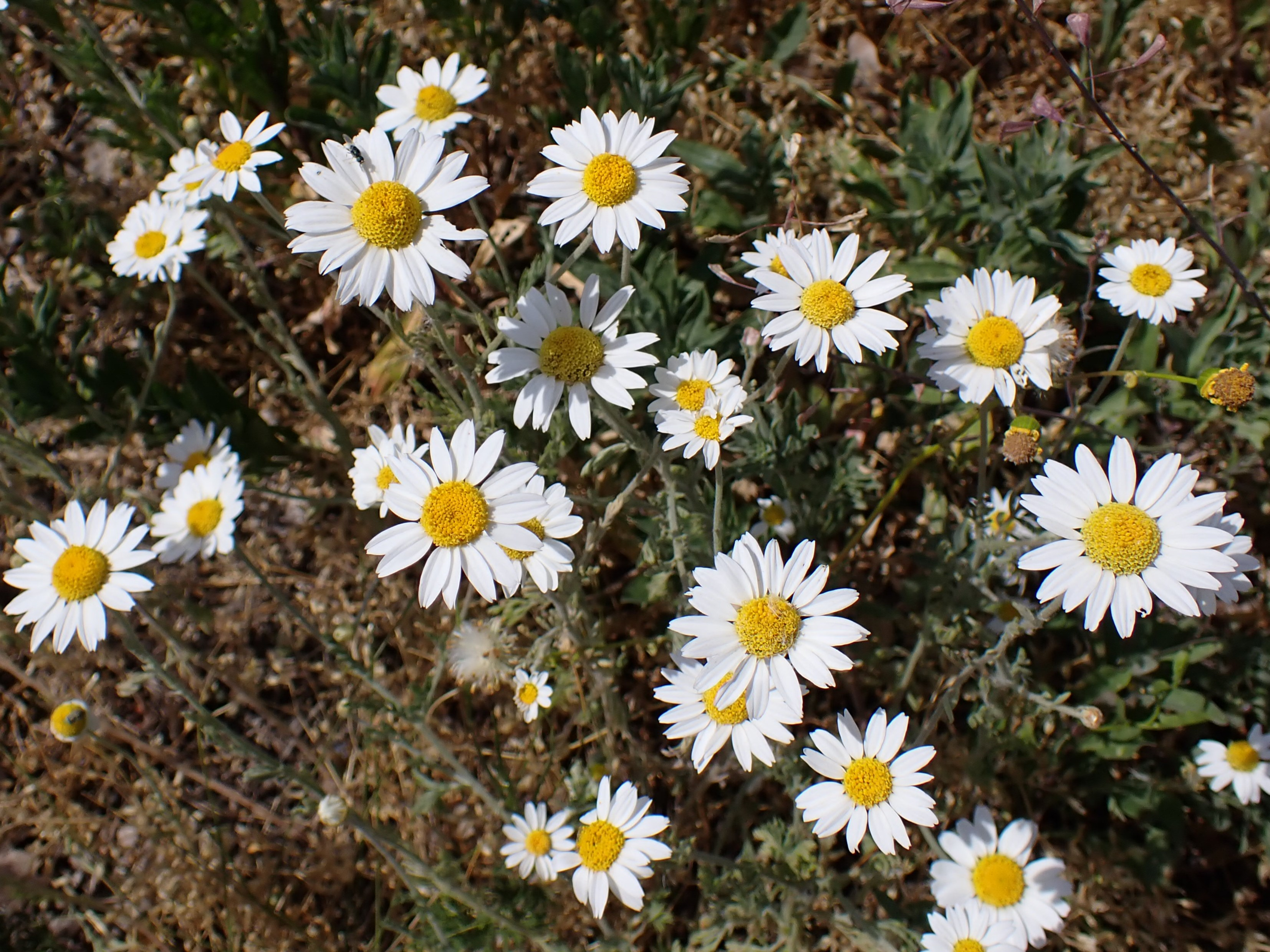
Infiorescenza

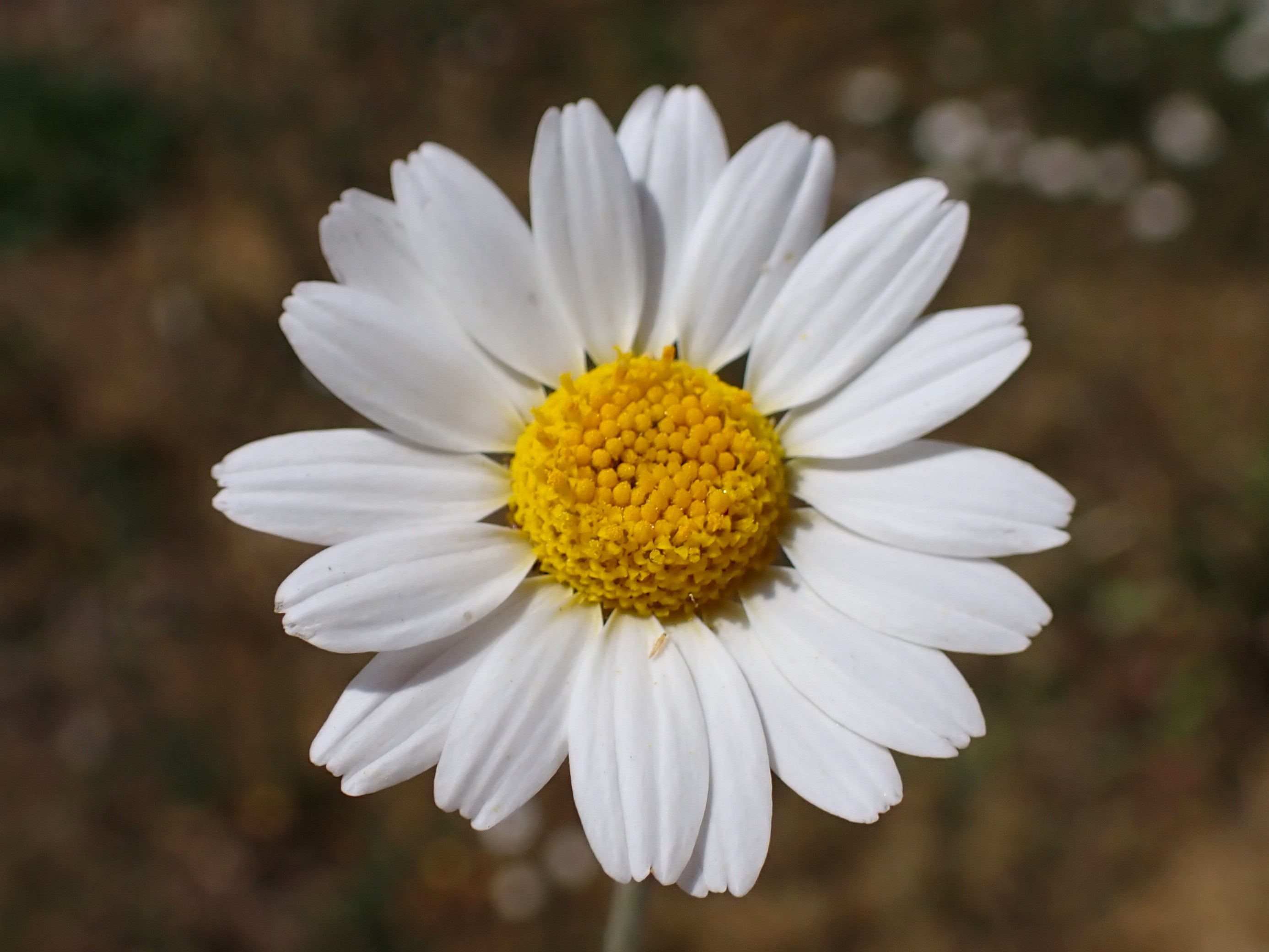
I fiori

Portamento. La forma biologica della specie è terofita scaposa (T scap); ossia sono piante erbacee che differiscono dalle altre forme biologiche poiché, essendo annuali, superano la stagione avversa sotto forma di seme; sono inoltre munite di asse fiorale eretto, spesso con poche foglie.  Queste piante sono quasi completamente glabre o in alcuni casi leggermente pubescenti; non sono profumate. L'indumento può essere assente o formato da peli basifissi e/o basifissi.
Radici. Le radici sono fascicolate.
Fusto.
- Parte ipogea: la parte sotterranea è fittonante.
- Parte epigea: la parte aerea del fusto è diffuso-ascendente (ramificata alla base), eretta o prostrata. Altezza massima da 1 a 4 dm.

Foglie. Le foglie lungo il caule sono disposte in modo alterno. La lamina è incisa: una o due volte pennatifida ed è senza ghiandole puntiformi. I segmenti sono gracili e lanceolato-lineari, ma allargati rispetto ad altre specie. I segmenti basali sono abbraccianti il fusto. 
Infiorescenza. Le sinflorescenze comprendono sia capolini solitari che raggruppati in corimbi più o meno densi. Le infiorescenze vere e proprie sono composte da un capolino terminale peduncolato di tipo radiato. I peduncoli lungamente nudi s'ingrossano alla fruttificazione. I capolini sono formati da un involucro, con forme coniche o emisferiche, composto da 20 a 30 brattee, al cui interno un ricettacolo fa da base ai fiori di due tipi: fiori del raggio e fiori del disco. Le brattee, con forme oblanceolate e consistenza membranosa (spesso sfrangiate all'apice e con margini scariosi chiari ialini o scuri) sono disposte in modo più o meno embricato su più 3 - 5 serie. Il ricettacolo, oblungo, emisferico-conico, è provvisto di pagliette lineari o lanceolate, acute, prolungate in un lungo mucrone, avvolgenti la base dei fiori. 
Fiori.  I fiori sono tetra-ciclici (formati cioè da 4 verticilli: calice – corolla – androceo – gineceo) e pentameri (calice e corolla formati da 5 elementi). Si distinguono in:
- fiori del raggio (esterni): sono femminili e sterili (o anche fertili) disposti raggianti su una sola serie; la forma è ligulata (zigomorfa);
- fiori del disco (centrali): sono più numerosi con forme brevemente tubulose (attinomorfe); sono ermafroditi.

- Formula fiorale:

*/x K {\displaystyle \infty }, [C (5), A (5)], G 2 (infero), achenio
- Calice: i sepali del calice sono ridotti ad una coroncina di squame.

- Corolla:

- fiori del raggio: la forma della corolla alla base è più o meno tubulosa-imbutiforme (a volte pelosa), mentre all'apice è ligulata più o meno lineare-lanceolata (a fine antesi le ligule sono ripiegata verso il basso); la ligula può terminare con tre denti; il colore è bianco; a fine antesi le ligule sono ripiegata verso il basso;
- fiori del disco: la forma è tubulare bruscamente divaricata in 5 lobi; i lobi, patenti o eretti, hanno una forma deltata o più o meno lanceolata; il colore può essere giallo o giallo-arancio.

- Androceo: l'androceo è formato da 5 stami (alternati ai lobi della corolla) sorretti da filamenti generalmente liberi; gli stami sono connati e formano un manicotto circondante lo stilo. Le antere possono essere sia di tipo basifisso che mediofisso. La base delle antere è ottusa. Il tessuto dell'endotecio non è polarizzato. Il polline è sferico con un diametro medio di circa 25 micron;  è tricolporato (con tre aperture sia di tipo a fessura che tipo isodiametrica o poro) ed è echinato (con punte sporgenti).

- Gineceo: l'ovario è infero uniloculare formato da 2 carpelli. Lo stilo (il recettore del polline) è profondamente bifido (con due stigmi divergenti) e con le linee stigmatiche marginali separate o contigue. I due bracci dello stilo hanno una forma troncata e possono essere papillosi o ricoperti da ciuffi di peli.

- Antesi: da giugno a settembre.

Frutti. I frutti sono degli acheni poco compressi subcilindrici (o piriformi) e costoluti (non alati); la sezione è rotondeggiante (o ellittica) con angoli appena evidenti; la superficie è liscia. I frutti contengono dei semi angolosi (uno per ogni frutto). Gli acheni sono senza pappo; quelli dei fiori esterni hanno una coroncina più sviluppata da un lato. 

## Biologia
Impollinazione: tramite insetti (impollinazione entomogama tramite farfalle diurne e notturne).

Riproduzione: la fecondazione avviene fondamentalmente tramite l'impollinazione dei fiori.

Dispersione: i semi cadono a terra e vengono dispersi soprattutto da insetti come formiche (disseminazione mirmecoria). Un altro tipo di dispersione è zoocoria: gli uncini delle brattee dell'involucro (se presenti) si agganciano ai peli degli animali di passaggio che portano così i semi anche su lunghe distanze. Inoltre per merito del pappo (se presente) il vento può trasportare i semi anche per alcuni chilometri (disseminazione anemocora).

## Distribuzione e habitat
Geoelemento: il tipo corologico (area di origine) è  Centro Europeo / Pontico (steppico).
Distribuzione: in Italia questa specie è molto rara e si trova al Nord (ma è da confermare). Fuori dall'Italia, sempre nelle Alpi, questa specie si trova in Austria (Burgenland). Sugli altri rilievi collegati alle Alpi è presente nei Monti Balcani e Carpazi.
Habitat: l'habitat tipico per queste piante sono gli incolti sabbiosi. Il substrato preferito è calcareo ma anche calcareo/siliceo con pH basico, bassi valori nutrizionali del terreno che deve essere arido. 
Distribuzione altitudinale: sui rilievi alpini, in Italia, queste piante si possono trovare fino a 1.800 m s.l.m.; nelle Alpi frequentano quindi i seguenti piani vegetazionali: collinare (oltre a quello planiziale). 

## Fitosociologia

### Areale alpino
Dal punto di vista fitosociologico alpino la specie di questa voce appartiene alla seguente comunità vegetale:)
Formazione: delle comunità terofitiche pioniere nitrofile
Classe: Stellarietea mediae

## Sistematica
La famiglia di appartenenza di questa voce (Asteraceae o Compositae, nomen conservandum) probabilmente originaria del Sud America, è la più numerosa del mondo vegetale, comprende oltre 23.000 specie distribuite su 1.535 generi, oppure 22.750 specie e 1.530 generi secondo altre fonti (una delle checklist più aggiornata elenca fino a 1.679 generi). La famiglia attualmente (2021) è divisa in 16 sottofamiglie; la sottofamiglia Asteroideae è una di queste e rappresenta l'evoluzione più recente di tutta la famiglia.

### Filogenesi
Il gruppo di questa voce è descritto nella tribù Anthemideae, una delle 21 tribù della sottofamiglia Asteroideae). In base alle ultime ricerche nella tribù sono stati individuati (provvisoriamente) 4 principali lignaggi (o cladi): "Southern hemisphere grade", "Asian-southern African grade", "Eurasian grade" e "Mediterranean clade". Il genere  Anthemis (insieme alla sottotribù Anthemidinae) è incluso nel clade Eurasian grade. Nella struttura interna della sottotribù si individuano due cladi. Il genere di questa voce fa parte del clade comprendente i generi Cota, Nananthea e Tripleurospermum.
Nella "Flora d'Italia" (edizione del 2018) le quasi due dozzine di specie di Anthemis presenti sul territorio italiano sono suddivise quattro gruppi. La specie di questa voce appartiene al quarto gruppo individuato dai seguenti caratteri: le piante sono annue; la corona asimmetrica sugli acheni è presente; gli acheni sono lisci.
I caratteri distintivi della specie  Anthemis ruthenica sono:
- la pianta ha una pelosità ridotta;
- i fiori ligulati sono presenti e femminili;
- le pagliette del ricettacolo sono acute;

### Sinonimi
Sono elencati alcuni sinonimi per questa entità:
- Anthemis maritima Pall. ex M.Bieb.
- Anthemis neilreichii  J.Ortmann
- Anthemis requienii  Sch.Bip. ex Nyman
- Anthemis retusa  Link ex Spreng.
- Anthemis ruthenica var. integra  Thin
- Chamaemelum ruthenicum  E.H.L.Krause